# Can Nadal (Sant Andreu de Llavaneres)
Can Nadal o Mas Nadal és una masia al terme municipal de Sant Andreu de Llavaneres (Maresme) inclosa a l'Inventari del Patrimoni Arquitectònic de Catalunya. Masia de planta rectangular amb coberta a dues aigües. La façana principal té un portal de mig punt adovellat sobre el qual hi ha uns carreus amb dates esculpides. Totes les obertures són de pedra picada. A la llinda d'entrada d'allò que havia estat el menjador hi ha gravada una figura molt rudimentària que sembla un cérvol. Les finestres tenen llindes amb decoració i festejadors a la banda de dins. Davant de la casa hi ha una era gran.

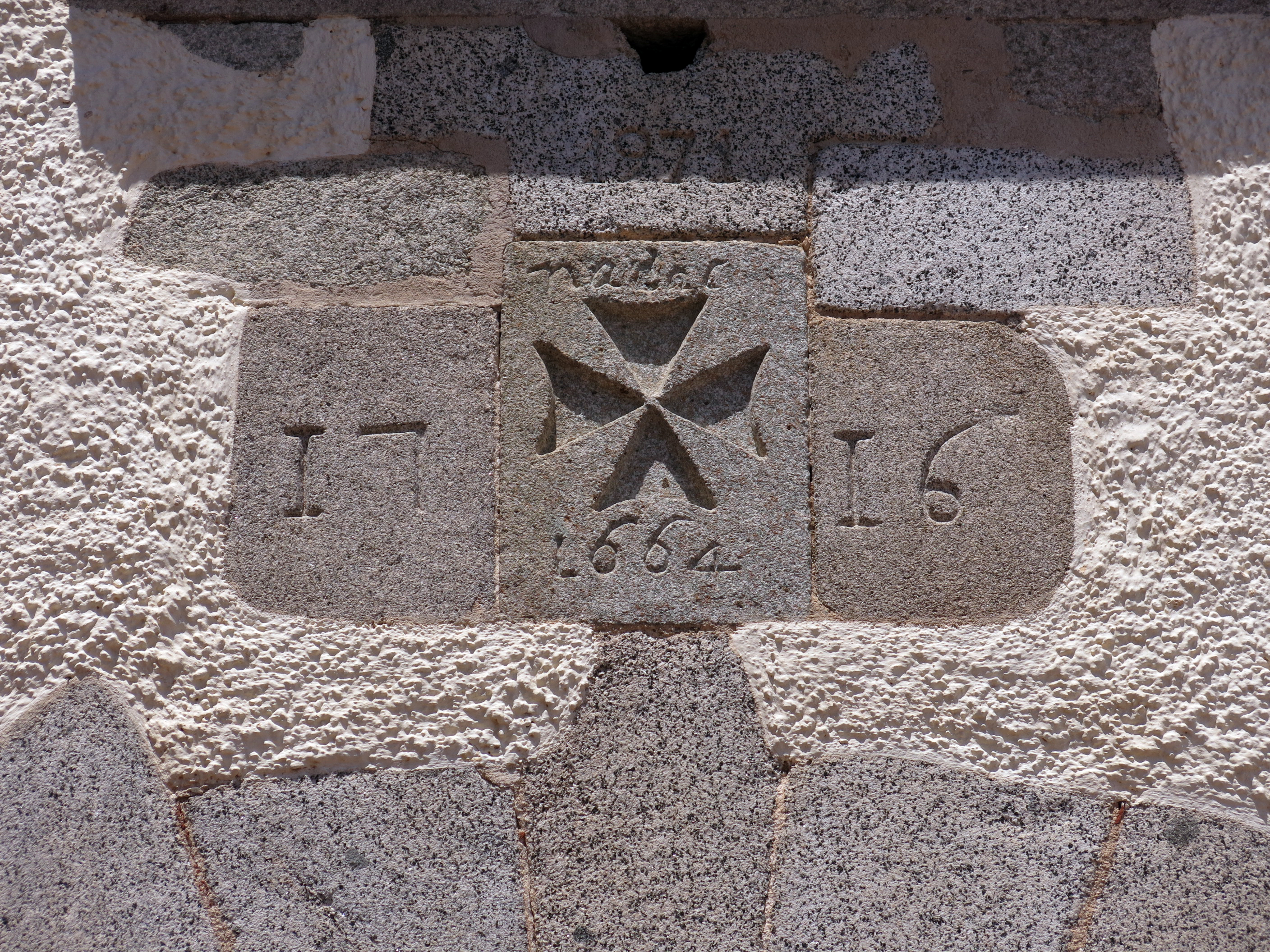
Dates de les successives reformes inscrites damunt el portal

Aquesta masia del segle xvii fou reconstruïda després d'un incendi en el segle xviii. Damunt el portal adovellat hi ha una finestra que té les inscripcions de les dates: 1664 i 1716. A sobre d'aquestes l'actual propietari hi va afegir la de 1971, l'any en què va fer les reformes a la planta baixa perquè fos un restaurant. La família Nadal està inscrita als llibres de parròquia des del segle xvi. Jaume Nadal va ser batlle de Llavaneres (Sant Andreu i Sant Vicenç) els anys 1559, 1564, 1565 i 1569. El cognom Nadal perdurà fins al segle xix, quan la pubilla es casà amb un Costa, cognom que perdura encara avui.